# Short track ai XX Giochi olimpici invernali

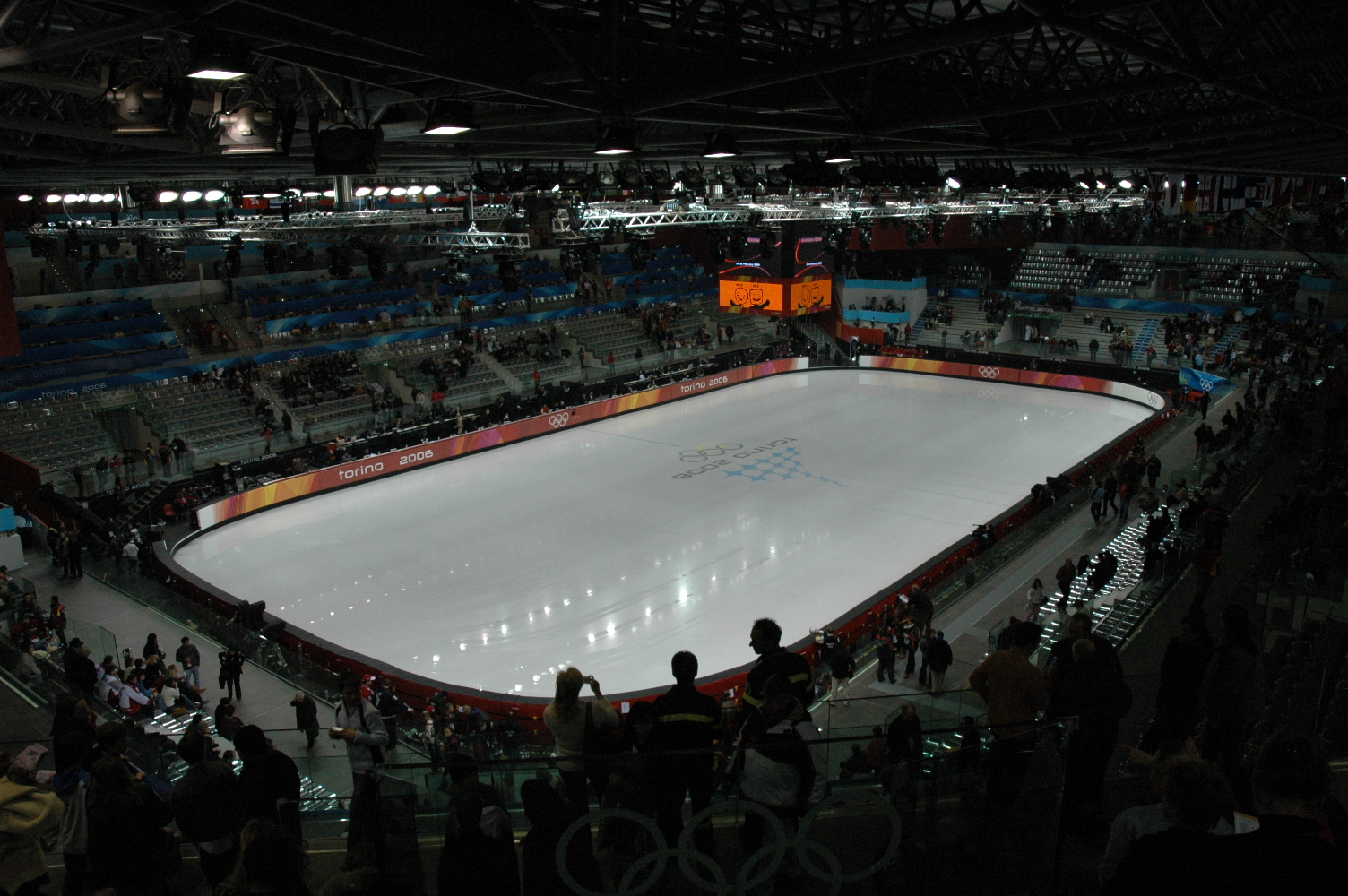
L'interno del Palavela durante le competizioni olimpiche di pattinaggio su ghiaccio

Le gare di short track ai XX Giochi olimpici invernali si sono svolte dal 12 al 25 febbraio al Palazzo a Vela di Torino.

## Partecipanti
Hanno preso parte alle competizioni atleti provenienti da 24 distinte nazioni:
- Australia: 6
- Bielorussia: 1
- Belgio: 2
- Bulgaria: 1
- Canada: 10
- Cina: 8
- Rep. Ceca: 1
- Francia: 6
- Germania: 4
- Gran Bretagna: 10
- Hong Kong: 1
- Ungheria: 4
- Italia: 9
- Giappone: 10
- Corea del Sud: 10
- Lettonia: 1
- Paesi Bassi: 3
- Polonia: 1
- Corea del Nord: 2
- Romania: 1
- Russia: 3
- Slovacchia: 1
- Ucraina: 1
- Stati Uniti: 10

## Risultati

### Uomini
| Evento                      | Oro                                                                      | Tempo    | Argento                                                                     | Tempo    | Bronzo                                                            | Tempo    |
| 500 m (dettagli)            | Apolo Ohno                                                               | 0:41.935 | François-Louis Tremblay                                                     | 0:42.002 | Ahn Hyun-soo                                                      | 0:42.089 |
| 1000 m (dettagli)           | Ahn Hyun-soo                                                             | 1:26.739 | Lee Ho-suk                                                                  | 1:26.764 | Apolo Ohno                                                        | 1:26.927 |
| 1500 m (dettagli)           | Ahn Hyun-soo                                                             | 2:25.341 | Lee Ho-suk                                                                  | 2:25.600 | Li Jiajun                                                         | 2:26.005 |
| 5000 m staffetta (dettagli) | Corea del Sud Ahn Hyun-soo Lee Ho-suk Seo Ho-jin Oh Se-jong Song Suk-woo | 6:43.376 | Canada Éric Bédard Charles Hamelin François-Louis Tremblay Mathieu Turcotte | 6:43.707 | Stati Uniti Alex Izykowski John Paul Kepka Apolo Ohno Rusty Smith | 6:47.990 |

### Donne
| Evento                      | Oro                                                                          | Tempo    | Argento                                                                               | Tempo    | Bronzo                                                                   | Tempo    |
| 500 m (dettagli)            | Wang Meng                                                                    | 44.345   | Evgenija Radanova                                                                     | 44.374   | Anouk Leblanc-Boucher                                                    | 44.759   |
| 1000 m (dettagli)           | Jin Sun-yu                                                                   | 1:32.859 | Wang Meng                                                                             | 1:33.079 | Yang Yang                                                                | 1:33.937 |
| 1500 m (dettagli)           | Jin Sun-yu                                                                   | 2:23.494 | Choi Eun-kyung                                                                        | 2:23.494 | Wang Meng                                                                | 2:24.469 |
| 3000 m staffetta (dettagli) | Corea del Sud Byun Chun-sa Choi Eun-kyung Jeon Da-hye Jin Sun-yu Kang Yun-mi | 4:17.040 | Canada Alanna Kraus Anouk Leblanc-Boucher Kalyna Roberge Tania Vicent Amanda Overland | 4:17.336 | Italia Marta Capurso Arianna Fontana Katia Zini Mara Zini Cecilia Maffei | 4:20.030 |

## Medagliere per nazioni
| Pos.   | Paese         | Oro | Argento | Bronzo | Totale |
| ------ | ------------- | --- | ------- | ------ | ------ |
| 1      | Corea del Sud | 6   | 3       | 1      | 10     |
| 2      | Cina          | 1   | 1       | 3      | 5      |
| 3      | Stati Uniti   | 1   | 0       | 2      | 3      |
| 4      | Canada        | 0   | 3       | 1      | 4      |
| 5      | Bulgaria      | 0   | 1       | 0      | 1      |
| 6      | Italia        | 0   | 0       | 1      | 1      |
| Totale | Totale        | 8   | 8       | 8      | 24     |